# القضية خارج الملف (مسرحية)
"القضية خارج الملف"هي مسرحية لفرقة المسرح العربي وهي من تأليف مصطفي الحلاج وإخراج فؤاد الشطي وبطولة سعاد حسين وهناء محمد وسليمان الياسين وكاظم الزامل وحمد ناصر وعرضت على مسرح الدسمة في 18 يونيو، 1989.